# هارلاند وولف
هارلاند وولف هو حوض بناء سفن، متخصص في إصلاح السفن وتحويلها والبناء البحري، يقع في بلفاست، أيرلندا الشمالية. تشتهر ببنائها غالبية السفن المخصصة لوايت ستار لاين.  
اعتبارًا من عام 2011، كانت صناعة طاقة الرياح البحرية الآخذة في الاتساع هي المحور الرئيسي، وكان 75٪ من عمل الشركة يعتمد على الطاقة البحرية المتجددة. 